# Conservatoire à rayonnement départemental d'Angoulême
 (décembre 2023).
Le Conservatoire du GrandAngoulême Gabriel Fauré ou  Conservatoire à rayonnement départemental d'Angoulême est un établissement d'enseignement artistique public  situé au centre de la ville d'Angoulême.

## Historique
C'est en 1844 que le bâtiment place Henri Dunant, jusque-là école de Jésuites puis École Normale d'instituteurs, fut transformé en salle Philharmonique.
En 1982 il devient Conservatoire de musique, de danse et de théâtre après avoir été école de musique depuis 1849.

### La rafle d'Angoulême
Dans la nuit du 8 au 9 octobre 1942, 442 juifs, hommes, femmes et enfants sont regroupés par les nazis dans la salle philharmonique avant d'être déportés vers Drancy puis vers le camp d'Auschwitz le 15 octobre.
Le 8 octobre 2012, à l'occasion des 70 ans de l’événement, une plaque commémorative comportant les noms de tous les juifs déportés est érigée sur la façade du conservatoire.

## Établissement
Dirigé jusqu'en 2017 par Jacques Pési, l'établissement souffre à partir de 2015 des réformes sur le budget de l'État sur la culture et l'arrêt de subventions pour les conservatoires. Il est maintenant dirigé par Jean-Roger Prat-Paranque.
En tant que Conservatoire à rayonnement départemental, le Conservatoire d'Angoulême peut, dans ses disciplines, dispenser des cours de 1er, 2e et 3e cycle et de CEPI et est habilité à délivrer le CEM, CEC ou CET et le DNOP. En partenariat avec l'Université de Poitiers et l'ENJMIN, il peut aussi proposer une formation au Diplôme d'université Création Sonore et composition électroacoustique.

### Locaux
Le bâtiment a été restauré de 1978 à 1982, lors de la création du Conservatoire, dans une architecture contemporaine dotée d'une grande structure en verre. Du collège jésuite originel ne reste que la galerie en arcades, sur la façade, et le haut clocher carré.
Lors de la restauration, une grotte naturelle de 500 m2 a été découverte en deçà du bâtiment, mais n'a pas été aménagée à part un bétonnage des murs et l'installation de l'électricité. À cause de fonds manquants et des normes européennes sur les établissements publics, l'espace ne peut toujours pas être exploité malgré les élèves trop nombreux et les locaux trop exigus.
L'établissement s'étale sur deux étages et un vaste sous-sol (dans lequel se trouve l'auditorium). Il possède une grande salle de danse ainsi que des vestiaires aménagés pour les danseurs. Le premier étage héberge la Médiathèque Boris Vian. Le second étage accueille les classes d'instruments notamment les cours de viole de gambe, de cor, de basson, et de piano.

## Enseignement
Le conservatoire, qui en 2016 comportait 55 enseignants et accueillait 1101 élèves, propose en association avec les écoles angoumoisines René Defarge et Jean Moulin et le collège Jules Verne des Classes à horaires aménagées en musique, du CE1 jusqu'à la 3e, comportant des heures d'éducation musicale, de chant choral et de formation musicale.

### Musique
La culture musicale comprend l'éveil, la formation musicale, l'analyse et l'écriture.
Les disciplines instrumentales et vocales comprennent le chant, le piano (accompagnement et déchiffrage), le clavecin, la flûte à bec, la viole de gambe, le basson, la clarinette, le cor, la flûte traversière, le hautbois, le saxophone, le trombone, la trompette, le violon, l'alto, le violoncelle, la contrebasse, la guitare, la harpe, la batterie, les percussions, l'accordéon diatonique et l'orgue.
Sont aussi enseignés au conservatoire la composition électroacoustique, le jazz et la musique actuelle.

### Danse
Le département de danse propose des cours de danse classique, de danse contemporaine, avec des ateliers d'éveil et d'initiation chorégraphique et de musidanse.

### Arts de la scène
Les arts de la scène regroupent le théâtre (classique et contemporain) et le chant (chant choral, maîtrise).